# WASP-2b
WASP-2bはいるか座の方角に約470光年の位置にあるWASP-2の周囲を公転している太陽系外惑星である。惑星の質量と半径から木星型惑星であり、組成は木星と類似していると考えられている。しかし木星と異なり、WASP-2bは主星から非常に近い軌道を公転しているため、ホット・ジュピターに分類される。2008年の研究では、WASP-2系が連星であることが明らかになり、パラメータを精密に再測定することができた。